# 摩拉維亞福爾斯鎮區 (北卡羅萊納州威爾克斯縣)
摩拉維亞福爾斯鎮區（英語：Moravian Falls Township）是位於美國北卡羅萊納州威爾克斯縣的一個鎮區。

## 地方資料
摩拉維亞福爾斯鎮區的面積為76.00平方千米，當中陸地面積為75.02平方千米，而水域面積為0.98平方千米。根據2020年美國人口普查的數據，當地共有人口3018人，而人口密度為每平方千米39.71人。